# Mare de Déu de la Gleva

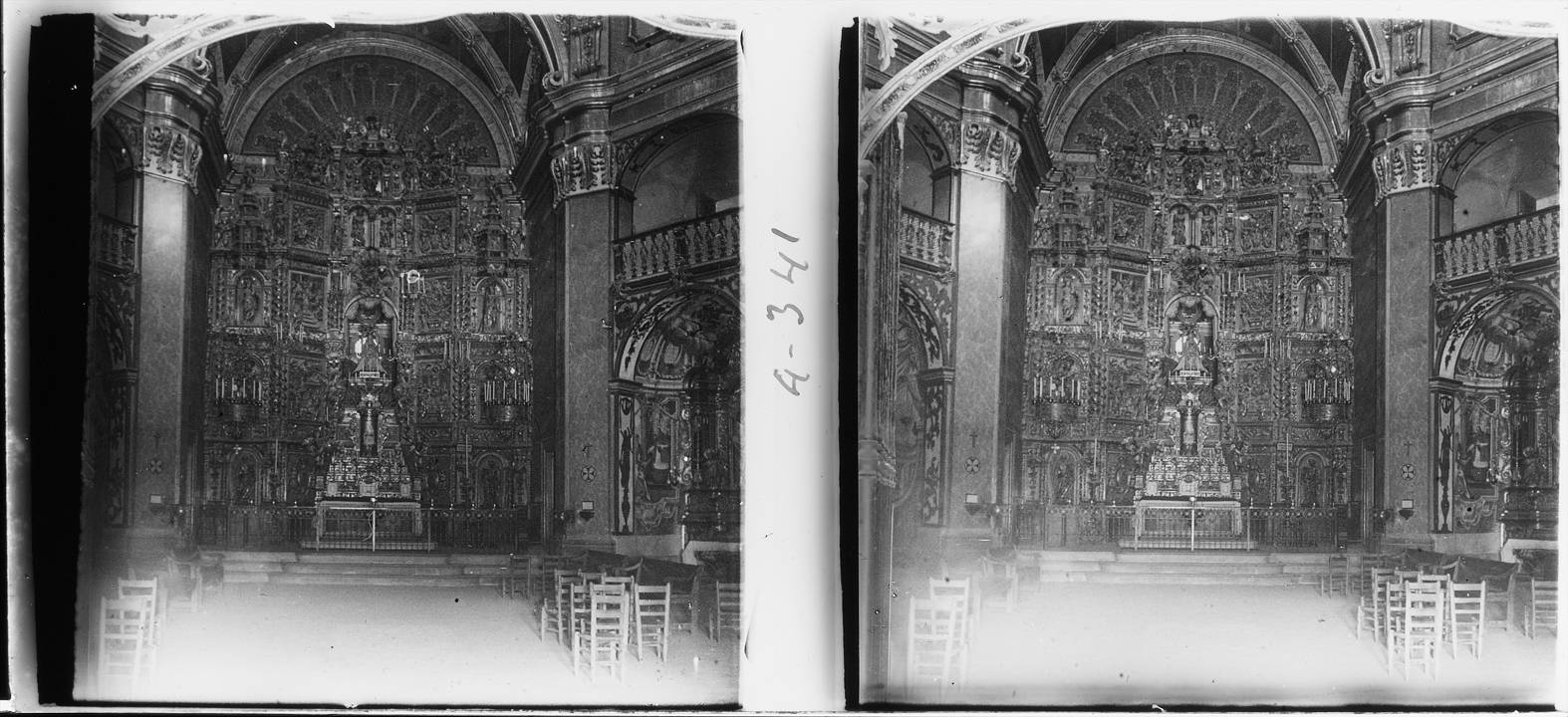
Altar major de la Gleva el 1916

La Mare de Déu de la Gleva és un santuari de les Masies de Voltregà, al Voltreganès (Osona), dedicat a una imatge trobada cap al segle xiii. Catalogat com a bé cultural d'interès local, és el segon més important de Catalunya després del de Montserrat.

## Descripció
L'església segueix el model d'espai centralitzat, amb capelles al voltant, amb cúpula, ja iniciat per Josep Morató i Soler a l'església dels Dolors de Vic (1724-28) i utilitzada per Josep Morató i Sellés a l'església de l'Hospital de Vic (1748-1753).
A la façana principal s'hi accedeix a partir d'una gran escala amb dos cossos. El mur presenta a la planta baixa la porta d'ingrés i als seus laterals dues finestres rectangulars de reduïdes proporcions. A sobre d'aquestes dues finestres, s'obren dos balcons de tipologia rectangular i per rematar la façana un ull que se situa al damunt de la porta. Les finestres, els balcons i l'ull presenten decoracions d'esgrafiats als seus marcs, d'inspiració vegetal. La façana apareix rematada per una cornisa poc pronunciada que realitza un disseny simètric, coronada per cinc pinacles acabats en elements esfèrics.

### Portal
Segueix el model del de Sant Felip Neri i de la Capella de la Ciutadella de Barcelona. La porta, d'arc escarser, apareix flanquejada per dos parells de columnes que s'alcen sobre un alt sòcol i sostenen un entaulament molt treballat, amb un timpà curvilini que presenta un escut d'una imatge en alt relleu. Aquesta imatge representa la llegenda de la trobada de la Mare de Déu, protagonitzada per una escultura exempta de la mateixa, situada a la fornícula central. Tot el conjunt de la portada està emmarcat per una decoració en relleus de motius vegetals curvilinis.

### Campanar
Es troba tocant l'absis, en una de les arestes de la nau. És de base quadrada i a sobre té dos cossos poligonals amb un cos intermedi que fa de transició. Unes motllures marquen els diferents pisos. Les obertures són petites finestres quadrangulars, excepte les superiors, on hi ha les campanes, que són grans i acaben en arc de mig punt. acaba amb una cornisa motllurada i la coberta té forma piramidal, a cinc aigües.

### Cambril
El primitiu cambril era un petit recinte format per dues estances ara unides. Al mur que les separava hi havia un altar adossat a l'envà, destruït al 1936, i un quadre en relleu al centre amb la representació de la llegenda de la troballa de la Mare de Déu, Sant Benet i Sant Joan Evangelista. A més a més hi havia dos altars més.
Situat entre la sagristia i el campanar. És una habitació dividida en dos espais: una petita capella d'altar exempt i l'altre amb el tron de la Mare de Déu. El tron està cobert amb voltes esquifades d'arcs carpanells i les motllures i claus de volta estan daurades. Una finestra amb un vitrall il·lumina el cambril. Té dues portes d'accés oposades que comuniquen amb l'església, establint un circuit per venerar a la Mare de Déu. És un dels cambrils més importants del darrer barroc català. La imatge de la Mare de Déu és neoromànica.

### Cripta
D'una sola nau (10,5 x 5,5 m) amb un arc carpanell a mode de fornícula en la capçalera, al lloc on es va trobar la Verge. La coberta està dividida en tres trams per arcs torals que sostenen unes voltes esquifades d'arcs carpanells. A destacar el paviment, un mosaic a base de sanefesamb tesel·les policromades. Els murs són estucats imitant relleus de motius vegetals. La cripta s'il·lumina per una finestra amb un vitrall que representa una escena de la troballa de la Mare de Déu.
La tomba de Pere Antoni Viguer, el qual fou un dels benefactors del santuari i que, entre d'altres, pagà l'altar dedicat a Sant Antoni Abat, és l'única tomba que hi ha dintre de l'església. És una llosa de marbre tallada amb un escut gravat, format per un calvari amb una espasa a un costat, i un cep o parra a l'altre. Hi consta la inscripció: «sepultura de Pera Antoni Viguer i dels seus, 1782».
A l'altar major hi ha el retaule del santuari del segle xvii, restaurat el xx per J.M Pericas i J. Camps i Arnau, dels Tallers Salesians.

## Llegenda
La llegenda que explica que una pastoreta va trobar la Mare de Déu al puig del Terrer, dintre d'una cova formada per dues columnes que sostenien una gleva. Es va fer una capella en el lloc on es va trobar la imatge, sobre un turó, el Puig Terrer, de 475 metres d'alçada sobre el nivell del mar, que es trobava prop del camí ral que anava de Barcelona a Puigcerdà travessant la Plana de Vic. El fet de trobar la imatge sota una gleva va ser el que li va donar el nom. La devoció envers Santa Maria de la Gleva de seguida va ser molt estesa a la comarca, i ha elaborat nombrosos goigs i cants de lloança i en petició de favors a la Mare de Déu.
La imatge primitiva se suposa que devia ser romànica, amb la Verge asseguda amb el nen als genolls, amb unes faccions de poca expressió. El fill anava descalç, amb un llibre dels Evangelis a l'esquerra i amb la mà dreta beneïa la poma que li presentava la Mare. Més tard, al segle xiii, va ser substituïda per una imatge de formes més refinades que va ser destrossada el 1936 i refeta el 1940 per l'escultor Camps Arnau.
Portada a la parròquia de Sant Hipòlit, va desaparèixer miraculosament i tornà al lloc on havia estat trobada. Això va ser interpretat com la voluntat de la Mare de Déu de romandre al puig del Terrer, i per aquesta raó, es decidí construir un oratori en aquell punt exacte.

## Història
La primera notícia documental de la capella és del 26 de setembre de 1286, quan Arnau de Cabrera, senyor del castell de Voltregà deixà a Santa Maria de la Gleva 5 sous en el seu testament. Segurament entre 1320 i 1345 es va construir una nova capella que perdurà fins al segle xviii. Durant els segles xv i xvii s'hi van fer moltes reformes, tant en el presbiteri com a les naus, afegint-hi noves capelles. A sota del presbiteri hi havia la capella fonda o cripta, anomenada popularment la cova, que coincidia amb el lloc on la tradició diu que va ser trobada la Santa imatge.
El 1714, durant la campanya catalana de la guerra de successió espanyola, hi tingué lloc un combat entre les tropes catalanes i les tropes borbòniques que se saldà amb la matança de desenes de presoners de guerra. Aquests successos són coneguts amb el nom de Fets de la Gleva.
El 1759 un llamp hi causà tants desperfectes (només va quedar el cor i la nau) que es va decidir fer una nova construcció, que s'inicià el 1760 i finalitzà el 1766 sota la direcció de Carles Morató. Acabada l'obra principal, i consagrat el santuari el 2 de setembre de 1766, es procedí a la decoració interior: construcció d'altars, tots ells obres barroques i neoclàssiques desaparegudes el 1936. Des del presbiteri i d'esquerra a dreta els altars estaven dedicats a Sant Bartomeu, Sant Pelegrí, Sant Antoni Abat, Sant Martí, bisbe de Tours, Sant Llibori, Sant Joan Evangelista, Sant Rafael, i, l'últim, al Sant Crist. Durant la guerra civil el santuari va sofrir bastants desperfectes que s'han anat consolidant amb els anys.
Jacint Verdaguer va fer estada al santuari de la Gleva entre 1893-1895, després de la seva expulsió de l'entorn del marquès de Comillas.
Entre 1949 i 1952, mossèn Joan Colom va reconstruir la cova juntament amb l'arquitecte i historiador Cèsar Martinell, que van consolidar el mosaic del paviment i van substituir l'altar per un de nou.